# 希登瓦利 (加利福尼亞州埃爾多拉多縣)
希登瓦利（英語：Hidden Valley）是位於美國加利福尼亞州埃爾多拉多縣的一個非建制地區。該地的面積和人口皆未知。

## 地理
希登瓦利的座標為38°42′25″N 121°05′31″W / 38.70694°N 121.09194°W，而該地的平均海拔高度為157米（即515英尺）。